# Wearing the Inside Out
Pistes de The Division Bell
A Great Day for Freedom Take It Back
Wearing the Inside Out est une chanson du groupe rock progressif britannique Pink Floyd. C'est le sixième titre de l'album The Division Bell, sorti en 1994. 

## Genèse
C'est la première chanson depuis Stay, en 1972, sur laquelle Rick Wright chante en lead vocal, mais également le premier morceau dont il est l'unique compositeur depuis The Great Gig In The Sky en 1973. Les paroles sont écrites par ce dernier ainsi que Anthony Moore qui était déjà l'auteur de quatre chanson dans l'album précédent. 
Les paroles racontent l'histoire d'un individu en pleine dépression. Le narrateur se cache des autres et ne peut plus parler. Dans le deuxième couplet, l'angoisse et la dépression semblent rester mais un peu s'estomper lorsque le narrateur retrouve la parole et renoue le contact avec les autres. 
La dépression dont a souffert Rick à la fin des années 1970 a certainement inspiré les paroles de la chanson. Ce thème sera aussi présent dans son album solo sorti en 1996.

## Réalisation
La chanson débute avec des nappes de synthétiseur planant accompagné du saxophoniste Dick Parry qui fait sa première apparition depuis «Wish you were here». L'ambiance est délicate et David en profite pour glisser une guitare douce un peu éloignée. 
Après cette introduction, Rick prend le lead vocal pour la dernière fois dans l'histoire du Floyd. Sa voix a changé depuis sa dernière chanson dans le groupe mais elle reste toujours douce et sereine. Cinq backing vocals font l'apparition après le premier couplet venant accompagné celle de Wright. Gilmour s'occupe d'intervenir à quelques reprises sur sa Strat avec un son planant. Il prend aussi part à la chanson en chantant à 3 minutes 40 secondes interprétant un témoin (un ami?) qui remarque la situation tragique du narrateur.
À la fin de la chanson, Gilmour se lance dans un long solo pour conclure. 

## Enregistrement
- Britannia Row: Janvier 1993
- Astoria: Février-Mai Septembre-Décembre 1993
- Metropolis: Septembre-Décembre 1993
- The Creek Recording Studios: Septembre-Décembre 1993

## Live
Elle a été jouée en concert lors de la tournée de David Gilmour en 2006 pour l'album On an Island.
On peut voir sur le DVD de The Endless River (Deluxe Edition) le groupe en train de répéter la chanson. 

## Personnel
- David Gilmour – guitare, chœurs
- Richard Wright – chant, claviers
- Nick Mason – batterie, percussions
- Guy Pratt – basse
- Dick Parry – saxophone ténor
- Jon Carin – programmation
- Sam Brown, Durga McBroom et Carol Kenyon – chœurs